# NationLink Telecom
NationLink Telecom ist eine somalische Telekommunikationsgesellschaft.
Das Unternehmen wurde im September 1997 von Abdirizak Ido gegründet. Es bietet in ganz Somalia Mobil- und Festnetztelefonie-, Internet- und Satellitentelefondienste an, ferner ist es auch im Mittleren Osten und seit 2004 in der Zentralafrikanischen Republik tätig.
Als ihr übergeordnetes Ziel betrachtet NationLink Telecom, „Telekommunikationsdienste für alle Somalier anzubieten und dadurch ihr Leben positiv zu verändern“.

## Weblink
- NationLink Telecom (englisch)